# ツェリンゲン
ツェリンゲン ( Zellingen) は、ドイツ連邦共和国バイエルン州ウンターフランケン行政管区のマイン＝シュペッサルト郡に属す市場町であり、自らも加盟するツェリンゲン行政共同体の行政機関所在地である。

## 地理
この町は、マイン川河畔のヴュルツブルク地方に位置している。「フランケンのマリアの道」がツェリンゲンを通っている。

### 自治体の構成
この町には以下のオルツタイル（行政上の地区）が存在する。
- ドゥッテンブルン
- レッツバッハ
- ツェリンゲン

ゲマルクング（不動産上の地区区分）もドゥッテンブルン、レッツバッハ、ツェリンゲンである。

## 地名

### 語源
ツェリンゲン (Zellingen) という地名は、人物名の Cello または Zello に古高ドイツ語の所属を表す接尾語 -ing がついたものである。

### 古い表記
この町は、様々な古地図や史料に以下のような表記で記されている。
| - 838年 Zellinga - 889年 Cellinga - 1014年 Cellingun | - 1148年 Cellingen - 1199年 Cellinge - 1365年 Zellingen |

## 歴史

### 自治体の創設まで
1312年から1313年に、ツェリンゲンにシュヴァインフルトと同様の都市権が認められたが、行使されないままであった。ツェリンゲンは当時、フランケン帝国クライスに属すヴュルツブルク司教領のアムト（地方行政体）であった。司教領は1803年に世俗化されバイエルン領となった。1805年のプレスブルクの和約に基づきトスカーナ大公フェルディナントが建国したヴュルツブルク大公国領となったが、1814年にバイエルン王国領に戻された。バイエルンの行政改革に伴う1818年の自治体令により現在の自治体が成立した。

### 町村合併
1975年1月1日、市場町レッツバッハが合併した。ドゥッテンブルンは1978年5月1日にこれに加わった。

## 住民

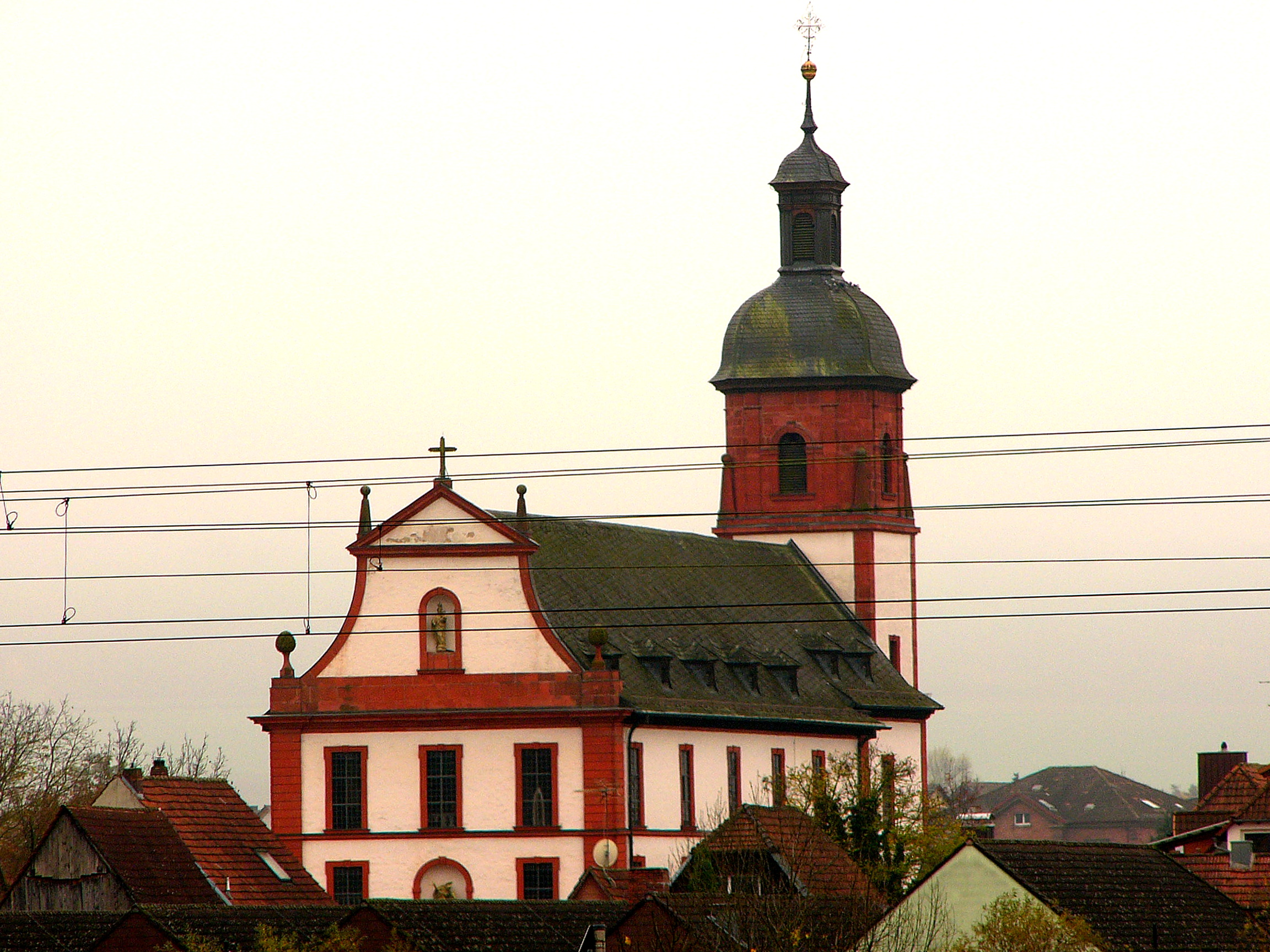
カトリックの聖ゲオルク教区教会

### 宗教
ツェリンゲンには以下の教会堂がある。
- カトリックの聖ゲオルク教区教会。かつてはグライフェンクラウ司教領主の城館であった。
- マリア＝ヒルフ礼拝堂（聖母の救済礼拝堂）スカプラリオ兄弟団ツェリンゲンの燭台がある。
- キルヒベルクの聖テレーゼ礼拝堂

### 人口推移
1988年から2018年までの間にこの町の人口は5,670人から6,377人へ、698人、約 12.3 % 増加した。

## 行政

### 首長
2020年3月15日の町長選挙でシュテファン・ヴォールファルト (CSU) は、54.6 % の票を獲得して当選した。この選挙の投票率は 67.4 % であった。

### 議会
ツェリンゲンの町議会は、20議席からなる。

### 紋章
図柄: 上下二分割。上部は銀地に、赤い大文字の「Z」。下部はさらに赤地と青地に左右二分割。向かって左は、下から3本の銀の三角図形。向かって右は銀の斜め帯で、その中に3つの青いリングが描かれている。

### 姉妹自治体
ツェリンゲンは以下の自治体と姉妹自治体関係にある。
- ガイヤー（ドイツ語版、英語版）（ドイツ、ザクセン州）1990年
- ルヴィニー（フランス語版）（フランス、カルヴァドス県）1984年
- ティーフェンバッハ（ドイツ語版、英語版）（ドイツ、バイエルン州）1974年

## 経済と社会資本

### 経済構造
公式統計によれば、2018年現在、ツェリンゲンでは1,381人の社会保険支払い義務のある就労者が働いていた。このうち、428人が製造業に従事していた。この町に住む社会保険支払い義務のある就労者の数は合計2,618人であった。また、2016年に37軒の農家があった。同年の農業用地の面積は 1,084 ha で、このうち 944 ha が農耕地で、73 ha が牧草地などの緑地であった。

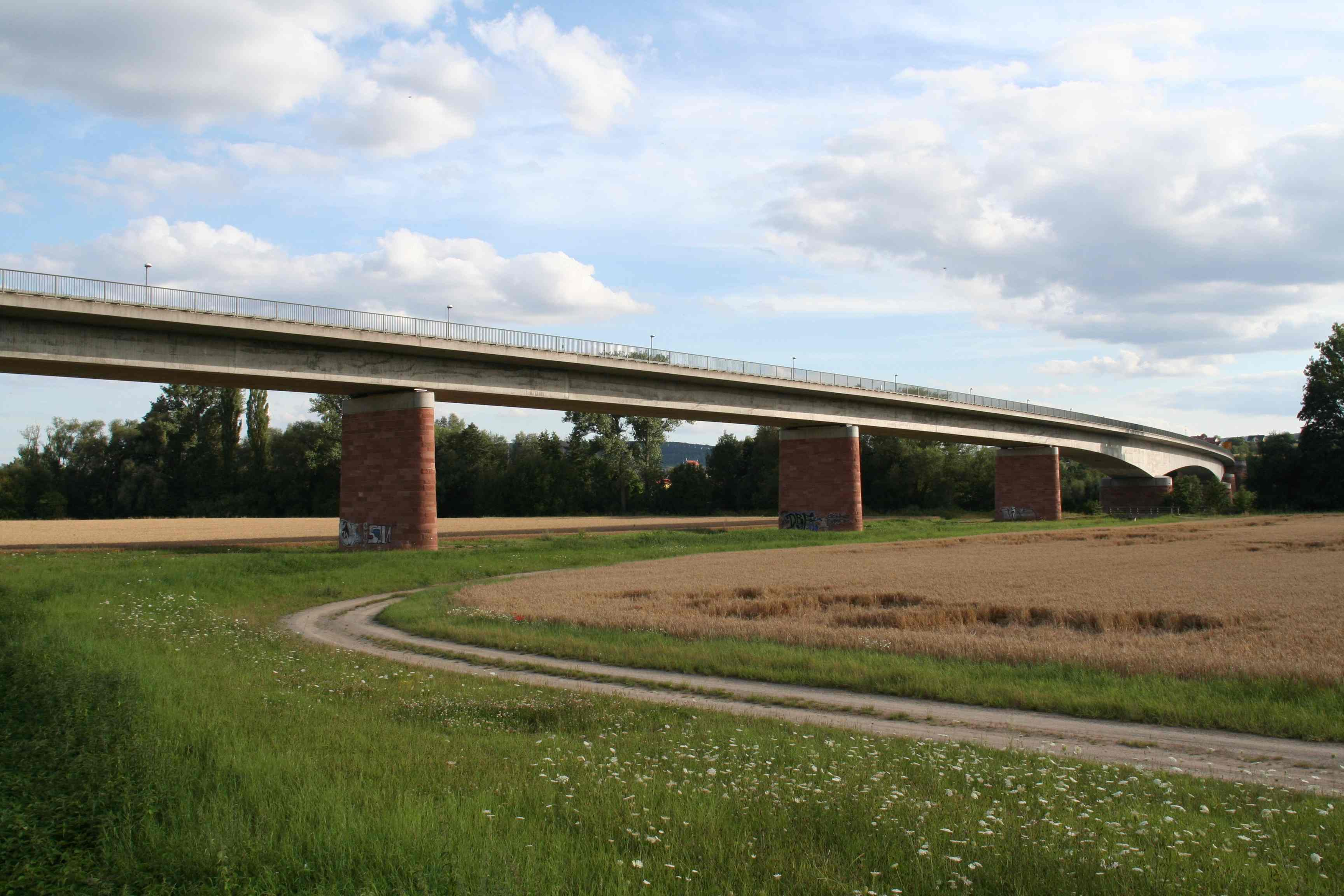
ツェリンゲンの新マイン橋

### 交通
ツェリンゲンは多くのバス路線で近隣市町村やヴュルツブルクと結ばれている。マイン川東岸に鉄道ヴュルツブルク - アシャッフェンブルク線のレッツバッハ＝ツェリンゲン駅がある。高速鉄道ハノーファー - ヴュルツブルク線がホーエ・ヴァルト＝トンネルやバーテルスグラーベンタール橋を使ってこの町を通っている。マイン川には、ツェリンゲン旧マイン橋と新マイン橋が架かっている。旧マイン橋は、1884年に建設され、1945年3月27日に爆破されたが、戦後に再建された。

### 教育
この町には以下の教育機関がある。
- 幼稚園: 4園[12]。定員340人に対して園児数270人（2019年現在）[13]
- 基礎課程学校、中等学校 各1校[14]: 合わせて教員数19人、生徒数292人（2018/19年現在）[15]